# Gonomyia basilobata
Gonomyia basilobata är en tvåvingeart som beskrevs av Alexander 1975. Gonomyia basilobata ingår i släktet Gonomyia och familjen småharkrankar. Inga underarter finns listade i Catalogue of Life.